# Géza Anda
Géza Anda (Boedapest, 19 november 1921 – Zürich, 14 juni 1976) was een Hongaars-Zwitsers concertpianist. Hij wordt door velen beschouwd als een van de grootste pianisten van de 20e eeuw. Anda was vooral bekend als vertolker van het klassieke en romantische pianorepertoire. Vooral zijn uitvoeringen en opnamen van Mozart, Beethoven, Schumann, Brahms en Bartók zijn bekend geworden.

## Leven en werk
Anda studeerde bij bekende Hongaarse pedagogen, onder wie Imre Stefaniai en Imre Keeri-Szanto. Hij was een tijdlang leerling van Ernő Dohnányi en Zoltán Kodály aan de Franz Liszt Muziekacademie in Boedapest. In 1940 won hij de Liszt Prijs en in het volgende jaar vestigde hij zijn naam internationaal met zijn uitvoering van het Tweede pianoconcert van Brahms. In 1941 debuteerde hij als solist bij de Berliner Philharmoniker onder Wilhelm Furtwängler, die hem de "troubadour van de piano" noemde
In 1943 vestigde hij zich in Zwitserland. Zijn eerste echtgenote werd in 1953 Helene Winterstein-Bosshard, die zijn manager was en ervoor zorgde dat hij in dat jaar binnenkwam bij het prestigieuze Lucerne Festival (toen: Internationale Musikfestwochen Luzern). Daar maakte hij furore met het Eerste pianoconcert van Tsjaikovski, een van de paradepaarden van zijn repertoire. In 1955 werd hij Zwitsers staatburger. In 1964 hertrouwde hij met de onderneemster en kunstmecenas Hortense Bührle, erfgename van het Oerlikon-concern. Hun zoon Gratian Anda, een van de rijkste zakenlieden van Zwitserland, werd geboren in 1969.
Midden jaren 1950 gaf Anda masterclasses aan het Mozarteum in Salzburg. Hij werd in 1961 directeur van de Luzerner masterclasses-organisatie, waarmee hij Edwin Fischer opvolgde. Anda was een groot Schumann-vertolker. De New Grove Dictionary noemt zijn "charismatische uitvoeringen" van Bartók en Schumann. Hoewel Anda in zijn jonge jaren weinig Mozart speelde, groeide hij uit tot belangrijk Mozartvertolker. In de jaren 1967-1972 was hij de eerste pianist die de volledige serie van 27 pianoconcerten van Mozart opnam, waarbij hij dirigeerde vanachter de vleugel. Hij schreef voor zestien van deze concerten de cadensen zelf.
Anda werd in 1965 onderscheiden als Ridder in de Orde van Kunst en Literatuur. Hij werd in 1970 erelid van de Royal Academy of Music.
Géza Anda stierf in 1976 op 54-jarige leeftijd aan slokdarmkanker. Een kleine twee weken eerder was hij in Innsbruck voor het laatst opgetreden met het Forellenkwintet van Schubert.
Anda werd beschouwd als een verbazingwekkend kunstenaar, die beschikte over een prachtige natuurlijke en bijna foutloze techniek die zijn concerten een unieke kwaliteit verschafte. Na zijn dood raakte zijn reputatie wat op de achtergrond, vooral zijn Bartók-vertolkingen werden gaandeweg als minder normbepalend beschouwd. De meeste van zijn opnamen verschenen op het platenlabel Deutsche Grammophon.